# Wybrzeże Gdańsk (żużel)
Wybrzeże Gdańsk – polski klub żużlowy z Gdańska. W latach 1957–2005, uwzględniając jego protoplastów, brał udział w rozgrywkach ligowych. W późniejszym czasie przestał funkcjonować.
W latach 1957–1959 w rozgrywkach ligowych występował gdański Neptun, który przed sezonem 1960 połączył się z sekcją warszawskiej Legii, tworząc klub pod nazwą Legia Gdańsk. Przed sezonem 1962 Legia została jedną z sekcji Wybrzeża (zał. 1945).
Obecnie w rozgrywkach ligowych występuje Wybrzeże Gdańsk, które kontynuuje historię ligowego żużla w Gdańsku.

## Historia
Początki sportu żużlowego na Pomorzu sięgają pierwszych lat po wojnie. W 1947 roku w jednych z pierwszych indywidualnych mistrzostw Polski, jeszcze na przystosowanych motocyklach drogowych, ścigali się reprezentanci, aż trzech trójmiejskich klubów, które jednak zniknęły wraz z zakończeniem okresu rozkwitu żużla w Polsce.
Żużel do Gdańska powrócił w 1957 roku, kiedy powołano LPŻ. W 1960 roku do Gdańska przeniesiono I-ligową sekcję żużlową warszawskiej Legii, która połączyła się z III-ligowym LPŻ Neptunem Gdańsk. W 1962 sekcję żużlową przejął GKS „Wybrzeże” Gdańsk, istniejący od 1945. Odtąd zespół przez trzydzieści lat startował głównie w najwyższej lidze, nie odnosząc jednak spektakularnych sukcesów. Najlepsze lata przypadają na okres startów w Gdańsku Zenona Plecha, wicemistrza świata z 1979 roku i wielokrotnego indywidualnego mistrza Polski.
Od początku lat 90. zespół balansuje na krawędzi ekstraligi, spadając i awansując na przemian. Od tego czasu z przerwami trwa współpraca z Rafinerią Gdańską (obecnie Grupa Lotos). Ostatnie lata stały pod znakiem problemów organizacyjnych spowodowanych zadłużeniem z lat poprzednich, które w 2005 roku doprowadziły do przejęcia działalności ostatniej czynnej sekcji sportowej „Wybrzeża” przez nowy twór, kontynuujący jej tradycje, a przed sezonem 2006 do całkowitego zawieszenia działalności GKS-u i stworzenia w Gdańsku nowego klubu, który rozpoczął starty od najniższej ligi.

## Poszczególne sezony
| Sezon | Rozgrywki ligowe | Rozgrywki ligowe        | Rozgrywki ligowe | Rozgrywki ligowe | Uwagi                                                                          |
| Sezon | Liga             | Liga                    | Miejsce          | Miejsce          | Uwagi                                                                          |
| ----- | ---------------- | ----------------------- | ---------------- | ---------------- | ------------------------------------------------------------------------------ |
| 1957  | III              | III liga (gr. „północ”) | 4/5              | 4/5              |                                                                                |
| 1958  | III              | III liga                | 7/10             | 7/10             |                                                                                |
| 1959  | III              | III liga                | 3/8              | 3/8              | Awans w wyniku reorganizacji rozgrywek – podjęto decyzję o likwidacji III ligi |
| 1959  | III              | III liga                | 3/8              | 3/8              | Fuzja z Legią Warszawa i zajęcie jej miejsca w I lidze w sezonie 1960          |
| 1960  | I                | I liga                  | 2/8              | 2/8              |                                                                                |
| 1961  | I                | I liga                  | 7/8              | 7/8              | Wygrane baraże o utrzymanie                                                    |
| 1962  | I                | I liga                  | 5/8              | 5/8              |                                                                                |
| 1963  | I                | I liga                  | 5/8              | 6/8              |                                                                                |
| 1964  | I                | I liga                  | 5/8              | 6/8              |                                                                                |
| 1965  | I                | I liga                  | 3/8              | 3/8              |                                                                                |
| 1966  | I                | I liga                  | 4/8              | 3/8              |                                                                                |
| 1967  | I                | I liga                  | 2/8              | 4/8              |                                                                                |
| 1968  | I                | I liga                  | 8/8              | 4/8              |                                                                                |
| 1969  | I                | I liga                  | 6/8              | 6/8              |                                                                                |
| 1970  | I                | I liga                  | 7/8              | 7/8              | Wygrane baraże o utrzymanie                                                    |
| 1971  | I                | I liga                  | 7/8              | 7/8              | Przegrane baraże o utrzymanie                                                  |
| 1972  | II               | II liga                 | 2/8              | 2/8              | Przegrane baraże o awans                                                       |
| 1973  | II               | II liga                 | 3/8              | 3/8              |                                                                                |
| 1974  | II               | II liga                 | 2/8              | 2/8              | Wygrane baraże o awans                                                         |
| 1975  | I                | I liga                  | 8/8              | 8/8              | Brak spadku – podjęto decyzję o powiększeniu I ligi                            |
| 1976  | I                | I liga                  | 9/10             | 9/10             | Wygrane baraże o utrzymanie                                                    |
| 1977  | I                | I liga                  | 6/10             | 6/10             |                                                                                |
| 1978  | I                | I liga                  | 2/10             | 2/10             |                                                                                |
| 1979  | I                | I liga                  | 5/10             | 5/10             |                                                                                |
| 1980  | I                | I liga                  | 9/10             | 9/10             | Wygrane baraże o utrzymanie                                                    |
| 1981  | I                | I liga                  | 4/10             | 4/10             |                                                                                |
| 1982  | I                | I liga                  | 5/10             | 5/10             |                                                                                |
| 1983  | I                | I liga                  | 5/10             | 5/10             |                                                                                |
| 1984  | I                | I liga                  | 7/10             | 7/10             |                                                                                |
| 1985  | I                | I liga                  | 2/10             | 2/10             |                                                                                |
| 1986  | I                | I liga                  | 7/10             | 7/10             |                                                                                |
| 1987  | I                | I liga                  | 7/10             | 7/10             |                                                                                |
| 1988  | I                | I liga                  | 6/10             | 6/10             |                                                                                |
| 1989  | I                | I liga                  | 9/10             | 9/10             |                                                                                |
| 1990  | II               | II liga                 | 6/10             | 6/10             |                                                                                |
| 1991  | II               | II liga                 | 3/12             | 3/12             | Wygrane baraże o awans                                                         |
| 1992  | I                | I liga                  | 9/10             | 9/10             |                                                                                |
| 1993  | II               | II liga                 | 1/10             | 1/10             |                                                                                |
| 1994  | I                | I liga                  | 5/10             | 5/10             |                                                                                |
| 1995  | I                | I liga                  | 9/10             | 9/10             |                                                                                |
| 1996  | II               | II liga                 | 3/12             | 3/12             |                                                                                |
| 1997  | II               | II liga                 | 4/11             | 4/11             |                                                                                |
| 1998  | II               | II liga                 | 2/12             | 2/12             |                                                                                |
| 1999  | I                | I liga                  | 3/10             | 3/10             |                                                                                |
| 2000  | I                | Ekstraliga              | 8/8              | 8/8              |                                                                                |
| 2001  | II               | I liga                  | 1/8              | 1/8              |                                                                                |
| 2002  | I                | Ekstraliga              | 7/8              | 7/8              | Wygrane baraże o utrzymanie                                                    |
| 2003  | I                | Ekstraliga              | 7/8              | 7/8              | Przegrane baraże o utrzymanie                                                  |
| 2004  | II               | I liga                  | 1/7              | 1/7              |                                                                                |
| 2005  | I                | Ekstraliga              | 7/8              | 7/8              | Wygrane baraże o utrzymanie                                                    |

| Poziom ligowy | Liczba sezonów | Sezony                                                            |
| ------------- | -------------- | ----------------------------------------------------------------- |
| I             | 35             | 1960–1971, 1975–1989, 1992, 1994–1995, 1999–2000, 2002–2003, 2005 |
| II            | 11             | 1972–1974, 1990–1991, 1993, 1996–1998, 2001, 2004                 |
| III           | 3              | 1957–1959                                                         |

## Osiągnięcia

### Krajowe
Poniższe zestawienia obejmują osiągnięcia klubu oraz indywidualne osiągnięcia zawodników w rozgrywkach pod egidą PZM oraz GKSŻ.

#### Mistrzostwa Polski
Drużynowe mistrzostwa Polski
- 2. miejsce (4): 1960, 1967, 1978, 1985
- 3. miejsce (2): 1965, 1999

Młodzieżowe drużynowe mistrzostwa Polski
- 1. miejsce (1): 1983
- 2. miejsce (2): 1978, 1990
- 3. miejsce (1): 1984

Mistrzostwa Polski par klubowych
- 1. miejsce (1): 1985
- 2. miejsce (2): 1986, 2000
- 3. miejsce (3): 1984, 1987, 2004

Młodzieżowe mistrzostwa Polski par klubowych
- 1. miejsce (1): 1989
- 2. miejsce (2): 1983, 2000

Indywidualne mistrzostwa Polski
- 1. miejsce (3):
  - 1979 – Zenon Plech
  - 1984 – Zenon Plech
  - 1985 – Zenon Plech
- 2. miejsce (4):
  - 1960 – Marian Kaiser
  - 1961 – Marian Kaiser
  - 1981 – Zenon Plech
  - 1983 – Zenon Plech
- 3. miejsce (3):
  - 1963 – Marian Kaiser
  - 1989 – Tomasz Gollob
  - 1994 – Jarosław Olszewski

Młodzieżowe indywidualne mistrzostwa Polski
- 1. miejsce (1):
  - 1980 – Mirosław Berliński
- 3. miejsce (7):
  - 1970 – Leszek Marsz
  - 1972 – Leszek Marsz
  - 1982 – Piotr Żyto
  - 1983 – Dariusz Stenka
  - 1987 – Jarosław Olszewski
  - 1989 – Tomasz Gollob
  - 1998 – Tomasz Cieślewicz

#### Pozostałe
Puchar PZM
- 1. miejsce (1): 1974
- 3. miejsce (2): 1966, 1967

Drużynowy Puchar Polski
- 1. miejsce (1): 1999
- 2. miejsce (1): 1978

Indywidualny Puchar Polski
- 3. miejsce (1):
  - 1988 – Dariusz Stenka

Złoty Kask
- 1. miejsce (2):
  - 1962 – Marian Kaiser
  - 1978 – Zenon Plech
- 2. miejsce (5):
  - 1983 – Mirosław Berliński
  - 1984 – Grzegorz Dzikowski
  - 1985 – Mirosław Berliński
  - 1995 – Jarosław Olszewski
  - 2000 – Sebastian Ułamek
- 3. miejsce (2):
  - 1961 – Marian Kaiser
  - 1982 – Mirosław Berliński

Srebrny Kask
- 1. miejsce (2):
  - 1981 – Mirosław Berliński
  - 1988 – Jarosław Olszewski
- 2. miejsce (1):
  - 1989 – Tomasz Gollob
- 3. miejsce (3):
  - 1970 – Leszek Marsz
  - 1978 – Andrzej Marynowski
  - 1990 – Jarosław Olszewski

Brązowy Kask
- 1. miejsce (2):
  - 1981 – Mirosław Berliński
  - 1988 – Jarosław Olszewski
- 2. miejsce (1):
  - 1987 – Jarosław Olszewski
- 3. miejsce (2):
  - 1980 – Mirosław Berliński
  - 1989 – Tomasz Gollob

### Międzynarodowe
Poniższe zestawienia obejmują osiągnięcia klubu oraz indywidualne osiągnięcia zawodników krajowych (w zawodach drużynowych, par i indywidualnych) i zagranicznych (w zawodach indywidualnych) w rozgrywkach pod egidą FIM oraz FIM Europe.

#### Mistrzostwa świata
Drużynowe mistrzostwa świata
- 1. miejsce (2):
  - 1961 –  Marian Kaiser
  - 1965 –  Zbigniew Podlecki
- 2. miejsce (2):
  - 1967 –  Zbigniew Podlecki
  - 2001 –  Krzysztof Cegielski
- 3. miejsce (3):
  - 1962 –  Marian Kaiser
  - 1978 –  Zenon Plech
  - 1980 –  Zenon Plech

Mistrzostwa świata par
- 2. miejsce (1):
  - 1980 –  Zenon Plech
- 3. miejsce (2):
  - 1979 –  Zenon Plech
  - 1981 –  Zenon Plech

Indywidualne mistrzostwa świata
- 1. miejsce (1):
  - 1999 –  Tony Rickardsson
- 2. miejsce (1):
  - 1979 –  Zenon Plech
- 3. miejsce (1):
  - 2000 –  Tony Rickardsson

Indywidualne mistrzostwa świata juniorów
- 2. miejsce (2):
  - 2000 –  Krzysztof Cegielski
  - 2004 –  Kenneth Bjerre

#### Mistrzostwa Europy
Mistrzostwa Europy par
- 1. miejsce (1):
  - 2005 –  Robert Kościecha
- 3. miejsce (1):
  - 2004 –  Robert Kościecha

Indywidualne mistrzostwa Europy
- 3. miejsce (1):
  - 2001 –  Krzysztof Cegielski

## Inne sekcje
Gdański Klub Sportowy „Wybrzeże” posiadał bogate tradycje w wielu dyscyplinach sportu. Na przestrzeni lat, oprócz sekcji żużlowej, istniały sekcje:
- bokserska (1945-1990)
  - 3 medale olimpijskie – srebrny Aleksego Antkiewicza (Helsinki 1952), brązowy Aleksego Antkiewicza (Londyn 1948), brązowy Huberta Skrzypczaka (Meksyk 1968)
  - 3 tytuły mistrza Europy – Zenon Stefaniuk (1953, 1955), Hubert Skrzypczak (1968)
  - 3 tytuły wicemistrza Europy – Bogdan Węgrzyniak (1953), Henryk Dampc (1959), Hubert Skrzypczak (1965)
  - brązowy medal mistrzostw Europy – Aleksy Antkiewicz (1953)
  - 21 tytułów indywidualnego mistrza Polski seniorów
- koszykarska (1949-1995, 2007-2009)
  - medale mistrzostw Europy (Zbigniew Dregier) – srebrny (Wrocław 1963), dwa brązowe (Moskwa 1965 i Helsinki 1967)
  - 4 tytuły mistrzów Polski – 1971, 1972, 1973, 1978
  - 3 puchary Polski – 1976, 1978, 1979
- judo (1958-2002)
  - 2 medale olimpijskie Janusza Pawłowskiego – srebrny (Seul 1988), brązowy (Moskwa 1980)
  - 4 brązowe medale mistrzostw świata – Antoni Reiter (1973), Janusz Pawłowski (1979, 1983, 1987)
  - medale mistrzostw Europy Antoniego Reitera – złoty (1975), srebrny (1974), brązowy (1976), ponadto brązowe: Jan Okrój (1963), Kazimierz Jaremczak (1965), Czesław Kur (1968, 1969), Janusz Pawłowski (1982, 1983, 1986)
  - 45 tytułów indywidualnych mistrzów Polski
  - 11 tytułów drużynowego mistrza Polski
- piłki ręcznej mężczyzn (1951-2002, od 2010)
  - dwa brązowe medale mistrzostw świata – Marek Panas (RFN 1982), Daniel Waszkiewicz (RFN 1982)
  - dwa tytuły klubowego wicemistrza Europy – 1985, 1986
  - 10 tytułów mistrza Polski (1966, 1984 – 1988, 1991, 1992, 2000, 2001)
- lekkoatletyczna (1945-1971)
  - tytuł wicemistrza Europy – Władysław Nikiciuk (oszczep, 1966)
  - brązowy medal mistrzostw Europy – Władysław Komar (kula, 1966)
  - 22 tytuły mistrzów Polski seniorów
- gimnastyczna (1952-1956)
  - brązowy medal olimpijski – Lidia Szczerbińska (Melbourne 1956)
- piłki ręcznej kobiet (1952-1963)
- piłkarska (1945-1961)
- siatkarska (1945-1969)
- kolarska (1945-1955)
- motocyklowa (1948-1955)
- zapaśnicza (1951-1955)